# Centralne Warsztaty Samochodowe
Centralne Warsztaty Samochodowe (CWS, C.W.S.) – państwowe zakłady produkcyjno-usługowe, o których powstaniu zadecydowało Ministerstwo Spraw Wojskowych tuż po pierwszej wojnie światowej. Pod tą nazwą działały w latach 1918–1928. Następnie przekształciły się w „Państwową Wytwórnię Samochodów” wchodząca w skład koncernu Państwowe Zakłady Inżynierii. W zakładach funkcjonował klub sportowy pracowników – Centralne Warsztaty Samochodowe Stowarzyszenie Sportowe.

## Historia

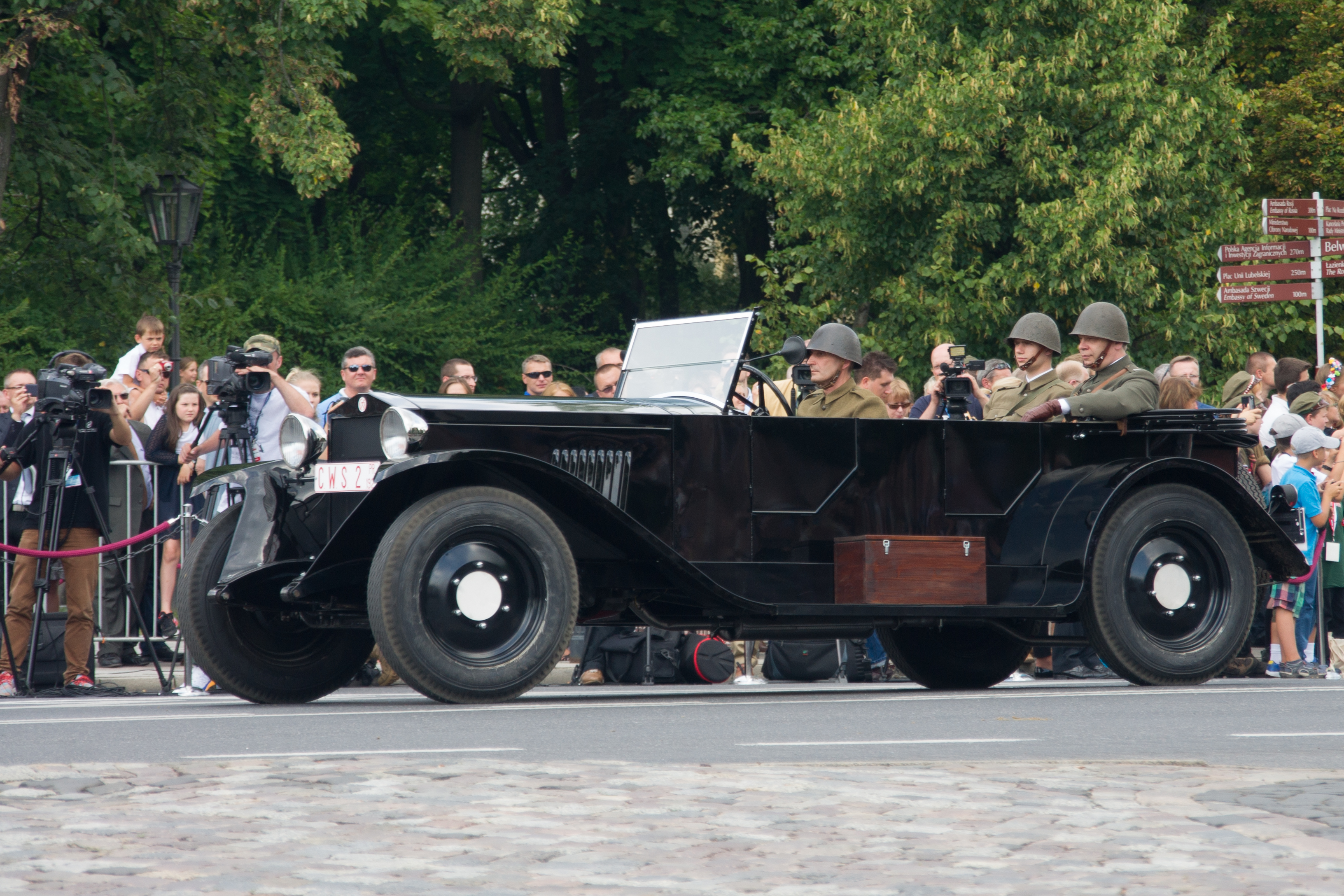
Replika prototypowego CWS T-1

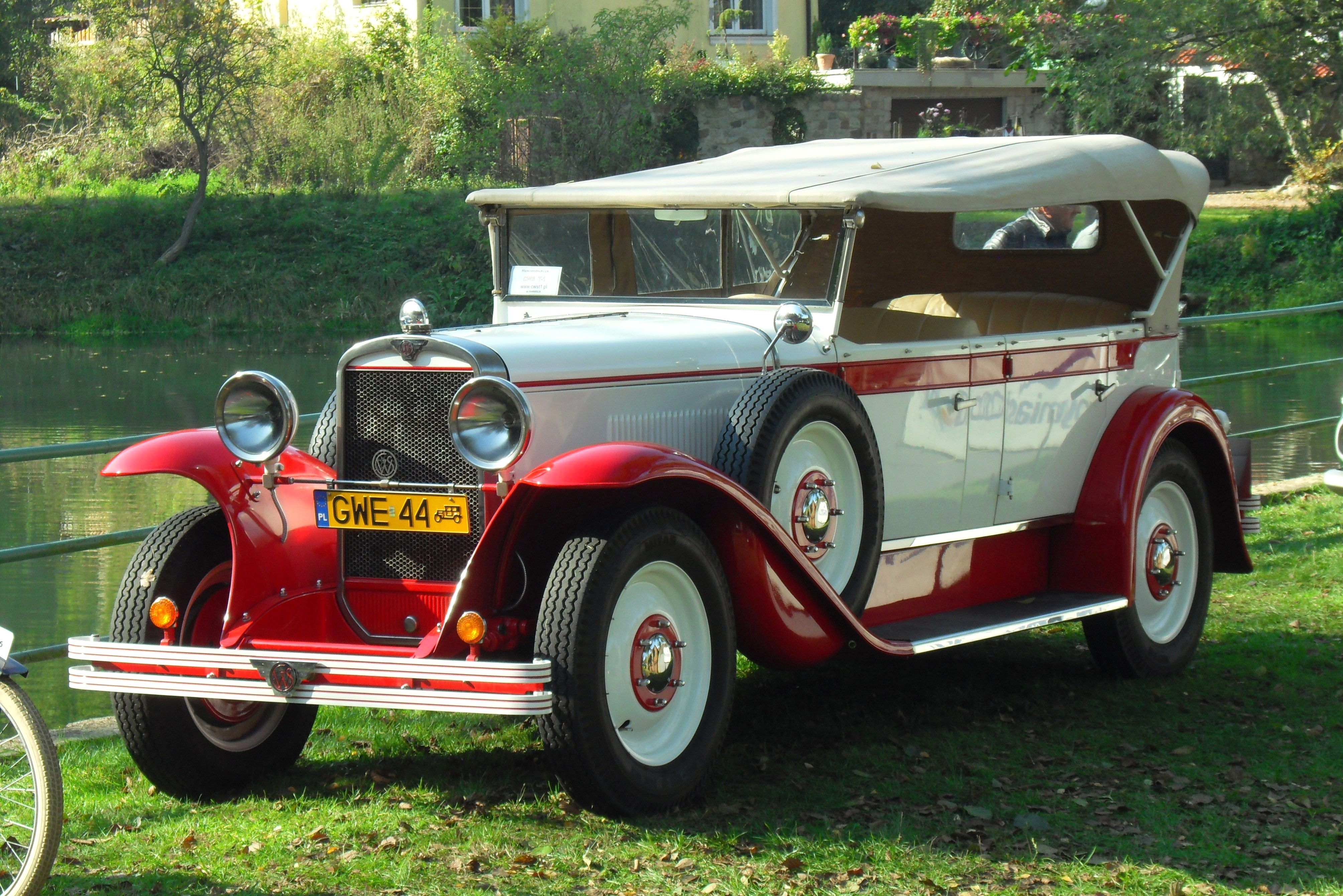
Replika CWS T-1 Torpedo

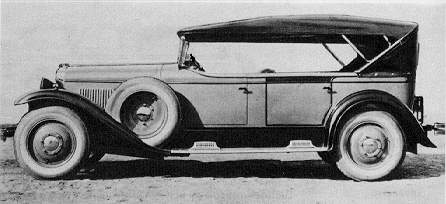
CWS T-1 Torpedo

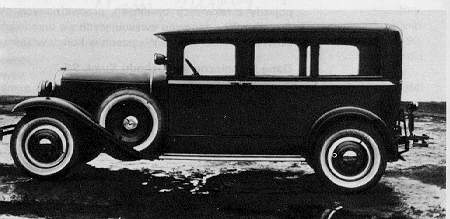
CWS T-1 Kareta

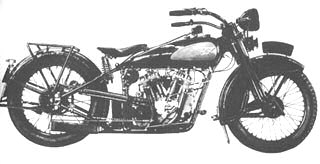
Motocykl CWS M 55 S-III

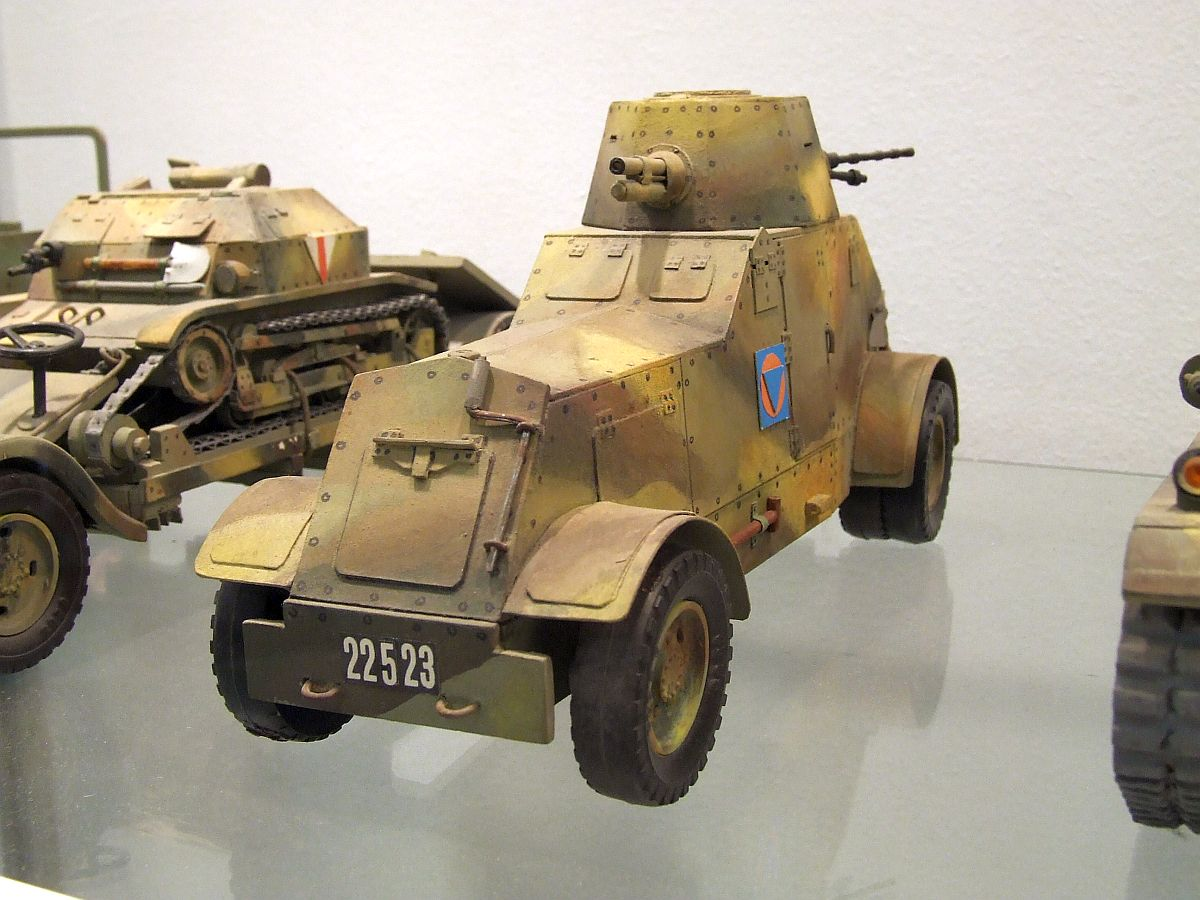
Samochód pancerny wz. 29 (model) produkcji CWS

Niemieckie wojskowe władze okupacyjne Warszawy podczas I wojny światowej zorganizowały w dawnej fabryce manometrów, armatury gazowej, pras i pomp „Schäffer i Budenberg” przy ul. Terespolskiej 34 samochodowe warsztaty remontowe o nazwie „Zentrale Automobilwerkstatte der Heeresverwaltung Ober-Ost”. Ich praca polegała głównie na wymianie zużytych podzespołów na nowe, zgromadzone w obszernych magazynach. W listopadzie 1918 roku, po odzyskaniu przez Polskę niepodległości, warsztaty zostały przejęte przez Wojsko Polskie i początkowo były znane jako Autowarsztaty „Praga”. W listopadzie 1919 roku na ich bazie powstały Centralne Warsztaty Samochodowe (C.W.S.) Departamentu Samochodowego Ministerstwa Spraw Wojskowych. Siedziba znajdowała się w Warszawie, przy ul. Terespolskiej 34/36 (obecnie ul. Chodakowska). Wykorzystywano również, często przejściowo, hale warsztatowe w kilku innych pobliskich miejscach.
Początkowo zakłady miały zajmować się serwisem sprzętu wojskowego pozostawionego na ziemiach polskich i przejętego przez Wojsko Polskie po 1918 r. (samochodów wojskowych i czołgów). W szczytowym okresie remontowano 174 samochody miesięcznie. Oprócz napraw samochodów osobowych i ciężarowych, specjalnych, pancernych, przyczep samochodowych oraz reflektorów przeciwlotniczych produkowano drobne części, a także nadwozia samochodów ciężarowych i pancernych (np. na bazie półciężarowego podwozia TT Forda T, których kilkanaście sztuk wzięło udział w wojnie polsko-bolszewickiej). Zmontowano i wyremontowano kilkaset (być może 240) samochodów Ford T, w tym kilkadziesiąt nadwozi sanitarnych, wykonanych według własnych projektów. W listopadzie 1921 roku rozpoczęto remonty czołgów w opuszczonej i zrujnowanej fabryce wyrobów prasowanych „J. Szmidt” przy ul. Terespolskiej 40, gdzie zorganizowano także „wykańczalnię” samochodów (tapicernia, lakiernia). W późniejszym czasie wyprodukowano 25 krajowych czołgów typu Renault FT-17, do celów szkoleniowych. W 1920 roku wyprodukowano serię 16 1,2-tonowych samochodów pancernych FT-B model 1920, konstrukcji inż. Tadeusza Tańskiego. W 1924 roku po zakupie przez Ministerstwo Spraw Wojskowych półgąsienicowych samochodów Citroën-Kegresse kilkadziesiąt opancerzono w C.W.S. według projektu Józefa Chacińskiego i Roberta Gabeau.
Szefem przedsiębiorstwa był kapitan, później major i podpułkownik inż. Kazimierz Meÿer. W zorganizowanym biurze konstrukcyjnym pracowali znani konstruktorzy: Tadeusz Tański, Robert Gabeau i Stanisław Panczakiewicz. Opracowywali oni wszystkie samochody produkowane w firmie oraz ich podzespoły.
Szybko wzrastało zatrudnienie, z 450 osób w roku 1920 do ponad 1000 w 1926 i ponad 1100 w 1929 roku. W połowie lat 20. ukształtowały się poszczególne działy Warsztatów, nabierając bardziej produkcyjnego charakteru. Funkcjonowały: dział mechaniczny, dział frezarek, kuźnia, nadwoziownia, blacharnia i hartownia, odlewnia żeliwa i metali nieżelaznych, ślusarnia, siodlarnia (tapicernia), wulkanizatornia, lakiernia, hamownia silnikowa, dział elektryczny, oraz laboratorium zakładowe, prowadzone przez inżynierów Tadeusza Paszewskiego i Jerzego Majlerta, przystosowane do badań mechanicznych, chemicznych i mikroskopowych metali i drewna. Produkowano samochody osobowe z nadwoziami otwartymi i zamkniętymi, oraz sanitarki, furgony i samochody skrzyniowe. Oprócz samochodów produkowano wiele podzespołów do nich. Najważniejsze z nich to silniki własnej konstrukcji, których wykonywano więcej niż samochodów, np. do CWS T-1 o 200 sztuk. Były one wykorzystywane do innych celów niż napędzanie samochodów. Ponieważ samochody CWS były produkowane w niewielkich seriach, to były drogie. Dlatego ich głównym odbiorcą było wojsko.
Z czasem zaczęto konstruować i produkować samochody i motocykle własnej konstrukcji, pod nadzorem ppłk. inż. Kazimierza Meÿera (Meijera). Były to m.in.:
- CWS T-1
- CWS T-2
- CWS T-8
- Sokół

We wrześniu 1927 roku połączono Centralne Warsztaty Samochodowe z Centralnymi Warsztatami Łączności i Centralnymi Warsztatami Saperskimi, tworząc Centralne Warsztaty Inżynierii, lecz poszczególne części zachowały odrębność. Dopiero rozporządzeniem Prezydenta RP z dniem 19 marca 1928 roku przedsiębiorstwo zmieniło nazwę na: Państwowa Wytwórnia Samochodów (PWS) i włączono je do nowo utworzonego koncernu Państwowe Zakłady Inżynierii (PZInż). Mimo to, marka „CWS” pozostała bez zmian. Produkcję pod tą marką kontynuowano do 1931 r. W 1933 roku w miejscu dawnej Państwowej Wytwórnia Samochodów utworzono oddział F2 PZInż – Fabrykę Samochodów Osobowych i Półciężarowych.
Obok samochodów i nadwozi różnych typów, których wykonano ponad 2 tysiące sztuk, wyprodukowano w CWS około 100 silników małej mocy, konstrukcji inż. Tadeusza Tańskiego. Były to silniki dwucylindrowe typu 02P, przeznaczone do napędu agregatów zasilających radiostacje lotnicze oraz – za pomocą wałków giętkich – narzędzi specjalnych, jak piły, szlifierki itp.